# 카데나스 데 아마르구라
《카데나스 데 아마르구라》(스페인어: Cadenas de amargura)은 1991년 방영된 멕시코의 텔레노벨라이다.